# Под сумњом
Под сумњом је југословенски ратни филм први пут приказан 16. јула 1956. године. Режирао га је Бранко Белан који је заједно са Гргом Гамулином написао и сценарио.

## Радња
Иако припада богатој бродовласничкој породици, Андро Наранчић се придружио покрету отпора.
Зато је завршио у заробљеничком логору у јужној Италији. У лето 1943. успева побећи из њега, заједно са тројицом мештана. Андро једини успева преживети и враћа се у родни градић на једном од далматинских отока.
Тамо га сумњиче да је сарађивао са окупатором и да је пуштен због доброг владања.
Моро, вршилац окупаторске власти и муж једне од његових тетака, издејствовао је Андрино пуштање из логора, међутим, младић је побегао пре него што је стигло помиловање.
Мору није у интересу да се сазна за Андров бег, па шири гласине да је пуштен из логора, а ни месни чланови покрета отпора, сумњичави су према Андри због његовог грађанског порекла.
Андро се успева пробити на ослобођену територију уз помоћ његове девојке учитељице Веронике, међутим, командант партизанског одреда Шиба љубоморан због Андрине везе с Вероником, настоји га обрукати.

## Улоге
| Глумац            | Улога                                            |
| ----------------- | ------------------------------------------------ |
| Милорад Маргетић  | Андро Наранчић                                   |
| Тамара Милетић    | Вероника                                         |
| Мирко Војковић    | Никола                                           |
| Божо Јајчанин     | Шибе                                             |
| Јосип Запалорто   | Фоско                                            |
| Драго Митровић    | Трс                                              |
| Миле Гатара       | Симун                                            |
| Јосип Викарио     | Кампанели                                        |
| Михајло Мрваљевић | Фиаска, Талијан црнокошуљаш (као Мишо Мрваљевић) |
| Обрад Глушчевић   | Капетан Орландо                                  |
| Ивка Берковић     | Стара тетка Франциска                            |
| Божо Нардели      | Нико, Андров отац                                |
| Дејан Дубајић     | Жане Моро                                        |
| Асја Кисић        | Морова супруга (као Асја Ђурђевић)               |

Остале улоге ▼
| Глумац          | Улога     |
| --------------- | --------- |
| Марија Аљиновић | Марија    |
| Богдан Буљан    | друг Паве |
| Тома Курузовић  | Роко      |
| Бранка Кржељ    |           |
| Дулка Бујаш     |           |
| Љубо Милановић  |           |
| Драгутин Јелић  |           |
| Бранко Белан    |           |
| Перо Тедески    |           |
| Тито Строци     |           |

Комплетна филмска екипа ▼
| Редитељ                   | Бранко Белан          |                                 |
| Сценариста                | Бранко Белан          |                                 |
| Сценариста                | Грга Гамулин          | (плаy)                          |
| Композитор                | Силвије Бомбардели    |                                 |
| Директор фотографије      | Хрвоје Сарић          |                                 |
| Монтажер                  | Блаженка Јенчик       |                                 |
| Сценограф                 | Страхиња Петровић     |                                 |
| Уметнички директор        | Џемо Ћесовић          |                                 |
| Декоратер сцене           | Хамдија Заметица      |                                 |
| Костимограф               | Јагода Бујић Бонети   |                                 |
| Одсек за шминку           | Соња Зечевић          | шминкерка                       |
| Менаџер продукције        | Божидар Радић         | директор филма                  |
| Менаџер продукције        | Исо Таубер            | вођа снимања                    |
| Помоћник режије           | Никола Ђурђевић       | други помоћник редитеља         |
| Помоћник режије           | Иво Томулић           | први помоћник редитеља          |
| Уметнички одсек           | Берислав Петрушић     | сет дизајнер                    |
| Одсек за звук             | Миро Хрбачек          | микроман (као Мирослав Хрбачек) |
| Одсек за звук             | Драгутин Јелић        | тон мајстор                     |
| Одсек за камеру и расвету | Станислав Бушић       | пратилац камере                 |
| Одсек за камеру и расвету | Ирфан Хаџиомеровић    | вођа расвете                    |
| Одсек за камеру и расвету | Ђорђе Јолић           | сниматељ                        |
| Одсек за камеру и расвету | Слободан Крстановић   | фотограф                        |
| Одсек за камеру и расвету | Томо Љевак            | пратилац камере                 |
| Одсек за костим           | Јосеф Атијас          | гардеробер                      |
| Одсек за монтажу          | Мира Јањић            | асистент монтажера              |
| Одсек за монтажу          | Бланка Јелић          | асистент монтажера              |
| Музички одсек             | Силвије Бомбардели    | диригент                        |
| Музички одсек             | Клеопатра Харисијадес | музички уредник                 |
| Музички одсек             | Лидија Јојић          | музички уредник                 |
| Остала екипа              | Даринка Петек         | секретар режије                 |